# Leanira hystricis
Leanira hystricis är en ringmaskart som beskrevs av Ehlers 1874. Leanira hystricis ingår i släktet Leanira och familjen Sigalionidae. Arten har ej påträffats i Sverige. Inga underarter finns listade i Catalogue of Life.